# رحیم‌آباد (لنجان)
رحیم‌آباد (لنجان)، روستایی از توابع بخش مرکزی شهرستان لنجان در استان اصفهان ایران است.

## جمعیت
این روستا در دهستان خرم‌رود قرار دارد و براساس سرشماری مرکز آمار ایران در سال ۱۳۸۵، جمعیت آن زیر سه خانوار بوده‌است.